# Дрісс Бензекрі
Дрісс Бензекрі (араб. ادريس ابن زكري‎, фр. Driss Benzekri, нар. 31 грудня 1970) — марокканський футболіст, що грав на позиції воротаря за клуб «Ренессанс де Сеттат», а також національну збірну Марокко. У складі збирної — учасник чемпіонату світу 1998 року.

## Клубна кар'єра
У дорослому футболі дебютував 1996 року виступами за команду «Ренессанс де Сеттат», ворота якої захищав протягом чотирнадцяти сезонів. 
Завершив ігрову кар'єру у команді «Іттіхад» (Хеміссет), за яку виступав протягом 2004—2005 років.

## Виступи за збірну
1995 року дебютував в офіційних матчах у складі національної збірної Марокко.
Був основним голкіпером мароканців на чемпіонаті світу 1998 року у Франції, також брав участь у розіграшах Кубка африканських націй 1998 в Буркіна Фасо та Кубка африканських націй 2002 в Малі.
Загалом протягом кар'єри у національній команді, яка тривала 8 років, провів у її формі 26 матчів.